# Ангуло, Игор
Игор (Игорь) Ангуло Альбонига (исп. Igor Angulo Alboniga; род. 26 января 1984, Бильбао, Страна Басков) — испанский футболист. Воспитанник футбольного клуба «Атлетик Бильбао». Играл на позициях левого вингера и центрального нападающего.

## Карьера
Ангуло является воспитанником клуба «Атлетик Бильбао». В 2002 году он из молодёжной команды клуба был переведён в фарм-клуб «Баскония», где отыграл сезон в Терсере. В марте 2003 года Игорь ненадолго был вызван тренером Юппом Хайнкесом в основной состав и 23 марта 2003 года дебютировал в Примере, выйдя на замену на последних минутах матча с «Сельтой». В сезоне 2003/2004 Ангуло сыграл ещё четыре матча за основной состав «Атлетика», в том числе одну встречу в Кубке УЕФА. Несмотря на подписание в октябре 2005 года нового трёхлетнего контракта с клубом, больше за «Атлетик» Игорь не выступал, проведя следующие четыре года в фарм-клубе «Бильбао Атлетик» и в аренде, сначала в «Химнастике», а затем во французском «Канне». Летом 2008 года после завершения контракта Ангуло покинул «Атлетик» на правах свободного агента.
В июле 2008 года Ангуло вместе с партнёром по «Атлетику» Аитором Рамосом перешёл в клуб «Эсиха» из Сегунды Б, с которым заключил контракт на два сезона. В январе 2010 года он, договорившись о досрочном расторжении контракта, и пошёл на повышение, став игроком «Нумансии», выступающей в Сегунде. Изначально соглашение было рассчитано на два с половиной года, но Ангуло уже в июле 2011 года решил покинуть клуб, поскольку не имел стабильного места в основном составе. Следующим его клубом стал «Реал Унион», за который он два года отыграл в Сегунде Б. В сезоне 2012/2013 Игорь с 13 забитыми голами стал лучшим бомбардиром команды.
В августе 2013 года Ангуло продолжил карьеру в кипрском клубе «Эносис». Хотя у футболиста было немало предложений от испанских клубов, он предпочёл впервые за карьеру выступать в основном составе команды из высшего дивизиона. После одного сезона на Кипре Ангуло перешёл в греческий «Аполлон Смирнис», где провёл удачный сезон, забив 14 голов в 30 матчах второго дивизиона. В июле 2015 года он перешёл в другой клуб из Греции, на этот раз представляющий Суперлигу, «Платаньяс».
В августе 2016 года 32-летний испанец снова сменил чемпионат и перешёл в польский «Гурник» из Забже. В сезоне 2016/2017 Ангуло с 17 забитыми голами стал лучшим бомбардиром Первой лиги и помог «Гурнику» выйти в Экстраклассу. Сезон 2017/2018 Игорь также начал на высоком уровне, забив в первых 15 турах чемпионата Польши 16 голов. Во второй половине сезона результативность Ангуло упала, он с 23 забитыми голами стал лишь вторым в рейтинге бомбардиров после соотечественника Карлитоса из краковской «Вислы». Также будучи одним из лидеров «Гурника», Ангуло помог команде получить право на участие в Лиге Европы.